# Villeparisis
Villeparisis je severovzhodno predmestje Pariza in občina v osrednjem francoskem departmaju Seine-et-Marne regije Île-de-France. Leta 1999 je naselje imelo 21.296 prebivalcev.

## Geografija
Kraj leži v osrednji Franciji ob kanalu Ourcq, 54 km severno od Meluna, 22 km od središča Pariza.

## Administracija
Občina Villeparisis se nahaja v kantonu Claye-Souilly, v katerem so še občine Annet-sur-Marne, Claye-Souilly, Courtry, Le Pin in Villevaudé z 42.436 prebivalci.

## Zgodovina
Ime kraja izhaja iz galskega plemena Parisii.

## Znamenitosti
- cerkev sv. Martina iz 12. stoletja,
- cerkev Notre-Dame de la Paix (1955),
- muzej lokalne zgodovine, na vhodu v Park Balzac.

## Pobratena mesta
- Maldon (Združeno kraljestvo),
- Pietrasanta (Italija),
- Wattlingen (Nemčija).